# Casey Jones & the Governors
Casey Jones & the Governors war eine britische Beatband der 1960er-Jahre.

## Geschichte
Brian Cassar (* 21. März 1936 in Liverpool; † 25. Dezember 2022) war zunächst Koch, bevor er 1959 die Band Cass and The Cassanovas gründete. Diese interpretierte zunächst Folk-Repertoire, wandte sich aber schnell der erfolgversprechenderen Beatmusik zu. Nach der Trennung von Cassar spielten die verbliebenen Bandmitglieder als Trio weiter, nunmehr unter dem Namen The Big Three mit härterem Sound als „eine der lautesten Bands am Mersey“. Der Gitarrist Adrian Barber war später Bühnenmanager im Hamburger Star-Club, der Schlagzeuger Johnny Hutchinson half gelegentlich bei der Band The Silver Beetles (im Juli 1960 umbenannt in The Beatles) aus, die am selben Tag wie The Big Three und andere Bands dem Londoner Manager und Konzertveranstalter Larry Parnes im Mai 1960 im Wyvern Social Club in Liverpool vorspielte.
Währenddessen wurde aus Cass „Casey Jones“, seine neue Begleitband hieß nun The Engineers – beides Anspielungen auf die im angelsächsischen Sprachraum relativ bekannte Geschichte des amerikanischen Lokomotivführers gleichen Namens. Zu den Mitgliedern gehörten zeitweise Musiker wie Eric Clapton und Tom McGuinness. Nach dem Ende dieser gleichfalls kurzlebigen Besetzung ruhte Cassars musikalische Karriere für einige Zeit, weil er für das Fernsehen entdeckt wurde und in etlichen Maigret-Folgen vor der Kamera stand.
Als die Serie abgedreht war, suchte sich Cassar neue Mitspieler. Das dabei entstandene Quintett nannte sich Casey Jones & the Governors und erspielte sich innerhalb kürzester Zeit einen hervorragenden Ruf als temperamentvolle Beatband. Die fünf Musiker tourten nicht nur erfolgreich durch England, sondern auch durch Deutschland und feierten im Star-Club große Erfolge.
Die Plattenkarriere dauerte jedoch kaum mehr als ein Jahr mit Plattenaufnahmen in München und Frankfurt/Main. Ihr bekanntester Titel Don’t Ha Ha wurde im Oktober 1964 in München aufgenommen und stammt ursprünglich von Huey „Piano“ Smith, bei ihm und seinen „Clowns“ hieß er noch Don’t You Just Know It (Juli 1958). Der Partyklassiker wurde unter anderem von Mr. Ed Jumps the Gun (April 1996) und von DJ Ötzi (Juli 2001) gecovert.

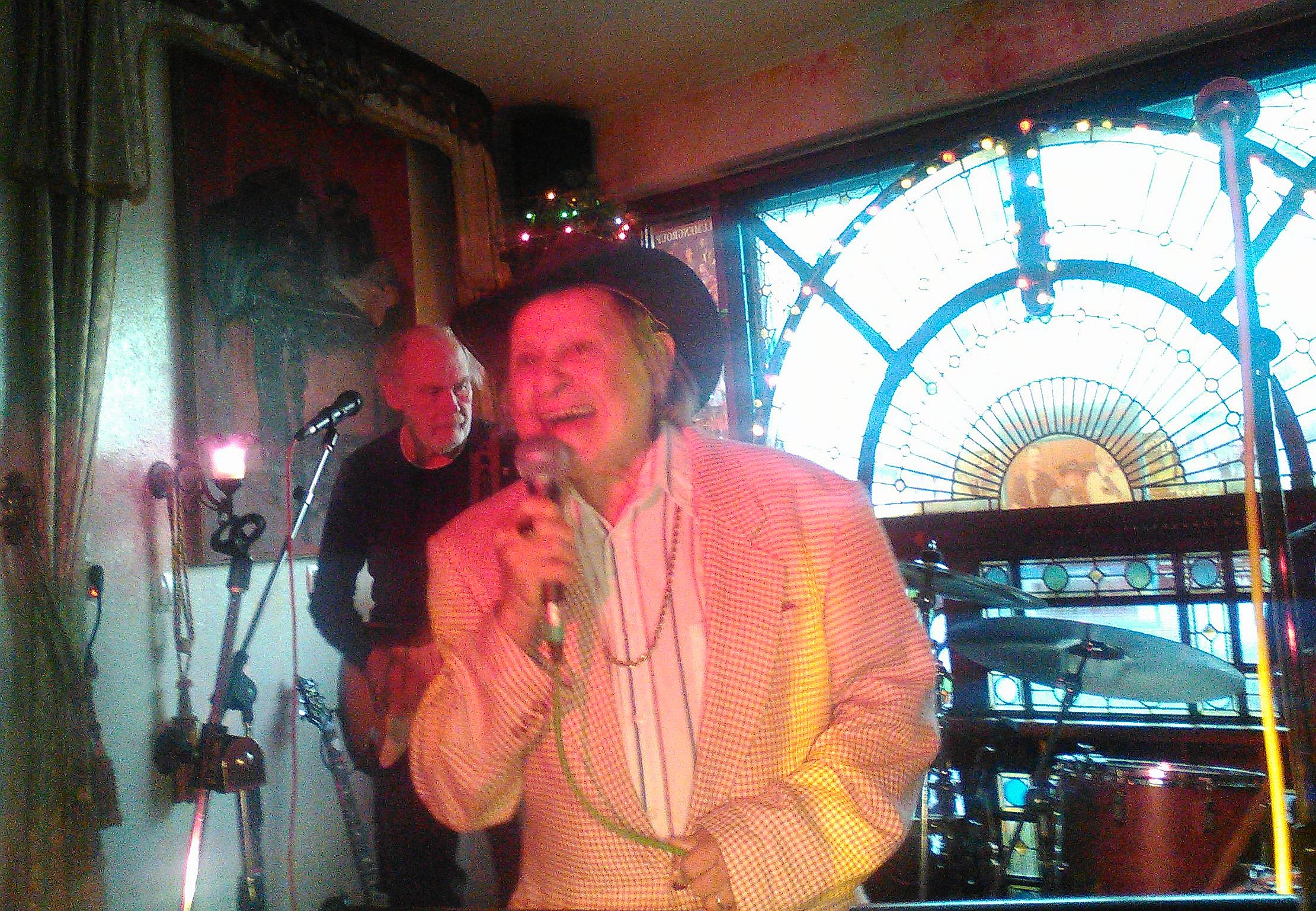
Casey Jones, 2015 live im Café Curioso, Heinsberg

Im Jahre 1967 änderte die Formation ihren Namen in Gaslight Union, blieb in Deutschland und erhielt einen Plattenvertrag bei Electrola, bevor sie 1968 in der Versenkung verschwand. David Christopher John Colman kam 1969 als Redakteur und Diskjockey beim WDR unter und bekam dort die eigene Dave Colman Show, Casey Jones arbeitete Mitte der 1970er Jahre als DJ in einer Diskothek in Löhnberg (Hessen). 1974 betrieb er eine eigene Diskothek in Bassum. Er organisierte dort verschiedene Konzerte, unter anderem mit den Scorpions.
Im Zuge des Oldiesbooms trat Jones (mit neuen Musikern) in den 1980er und 1990er Jahren wieder auf. Später lebte Casey Jones in Unna und trat gelegentlich mit der Oldieband Here comes Johnny auf. Er starb am 25. Dezember 2022.

## Diskografie (Auswahl)

### Studioalben
| Jahr | Titel                       | Höchstplatzierung, Gesamtwochen, AuszeichnungChartsChartplatzierungen (Jahr, Titel, Platzierungen, Wochen, Auszeichnungen, Anmerkungen) | Anmerkungen                |
| Jahr | Titel                       | DE | Anmerkungen                |
| ---- | --------------------------- | --- | -------------------------- |
| 1965 | Don’t Ha Ha                 | DE10 (28 Wo.)DE | Erstveröffentlichung: 1965 |
| 1965 | Casey Jones & The Governors | DE29 (4 Wo.)DE | Erstveröffentlichung: 1965 |

### Singles
| Jahr | Titel Album                         | Höchstplatzierung, Gesamtwochen, AuszeichnungChartplatzierungen (Jahr, Titel, Album, Platzierungen, Wochen, Auszeichnungen, Anmerkungen) | Höchstplatzierung, Gesamtwochen, AuszeichnungChartplatzierungen (Jahr, Titel, Album, Platzierungen, Wochen, Auszeichnungen, Anmerkungen) | Anmerkungen                                   |
| Jahr | Titel Album                         | DE | AT | Anmerkungen                                   |
| ---- | ----------------------------------- | --- | --- | --------------------------------------------- |
| 1964 | Blue Tears –                        | — | — | Erstveröffentlichung: 1964                    |
| 1965 | Don’t Ha Ha                         | DE2 (24 Wo.)DE | AT9 (8 Wo.)AT | Erstveröffentlichung: 1965; Verkäufe +500.000 |
| 1965 | Candy Man –                         | DE30 (8 Wo.)DE | — | Erstveröffentlichung: 1965                    |
| 1965 | Jack the Ripper Don’t Ha Ha         | DE9 (20 Wo.)DE | — | Erstveröffentlichung: 1965                    |
| 1965 | Yockomo Casey Jones & The Governors | DE17 (8 Wo.)DE | — | Erstveröffentlichung: 1965                    |
| 1966 | Little Girl –                       | DE25 (4 Wo.)DE | — | Erstveröffentlichung: 1966                    |
| 1966 | Come on and Dance –                 | DE39 (2 Wo.)DE | — | Erstveröffentlichung: 1966                    |